# توافق‌های ایالات متحده آمریکا
این مقاله دربارهٔ توافقاتی است که آمریکا تا کنون انجام داده است.

## توافق‌های قبل از تأسیس
- ۱۷۲۲ – توافق بزرگ 1722[۱]
- 1726 – Deed in Trust from Three of the Five Nations of Indians to the King
- ۱۷۴۴ – توافق لندکستر
- ۱۷۵۲ – توافق لوگستون
- ۱۷۵۴ – توافق آلبانی
- ۱۷۵۸ – توافق استون
- ۱۷۶۰ – توافق پیتزبورگ
- ۱۷۶۳ – توافق پاریس
- ۱۷۶۸ – توافق اعمال شاقه
- ۱۷۶۸ – توافق قلعهٔ استانیکس
- ۱۷۷۰ – توافق لوشابر
- ۱۷۷۴ – توافق کمپ شارلوت

## توافقات هسته‌ای
با وقوع بحران کوبا و جنگ سرد در ۱۹۷۰ به گفتهٔ چرچیل «موازنهٔ وحشت» بین دو ابرقدرت ایجاد شد. دو کشور آمریکا و شوروی از ترس جنگ هسته‌ای و سرانجام آن در تلاش برای کنترل سلاح هسته‌ای بودند که منجر به توافق‌هایی شد. در سال ۱۹۷۴ دو کشور به توافق رسیدند که سلاح‌های انفجاری آن‌ها در هر آزمایش بیش از ۱۵۰ تن قدرت انفجاری نداشته باشد.

### سالت I
این قرارداد برای اجتناب از تبدیل یک جنگ محدود به یک جنگ فراگیر هسته‌ای بود. این قرارداد نوع خاصی از سیستم پرتاب موشک و ساخت سایت موشک ضدبالیستیک را محدود می‌کرد. در این قرارداد فقط تعداد موشک‌ها محدود شده بود. پس دو کشور از نقطه ضعف موجود استفاده کرده و تعداد کلاهک‌های خود را به‌طور بی‌سابقه‌ای افزایش دادند.

### سالت II
در سال ۱۹۷۳ با مذاکره نیکسون و برژنف دو کشور در مواردی به توافق رسیدند:
- محدودیت دائمی بر نیروهای راهبردی تهاجمی
- کنترل عوامل تساوی بخش در مورد زرادخانه‌های سایر سلاح‌های تهاجمی
- کاهش دوجانبهٔ نیروهای راهبردی

که در نهایت در ۱۹۷۹ توسط کارتر و برژنف به امضاء رسید. با اشغال افغانستان توسط شوروی، کارتر این پیمان را از سنا پس گرفت و قرارداد بی‌نتیجه ماند.

### استارت (I II III)
این قرارداد با فروپاشی شوروی و در دوران گورباچف شروع شد.

#### استارت I
استارت یا گفتگوی کاهش جنگ‌افزار راهبردی در ۱۹۹۱ امضاء شد و در ۱۹۹۴ به اجرا درآمد؛ و در سال ۲۰۰۹ منقضی شد.

#### استارت II
این قرارداد در سال ۱۹۹۳ توسط بوش پدر و بوریس یلتسین به امضاء رسید. این قرارداد مؤثر نبود و در سال ۲۰۰۲ روسیه در پاسخ به خارج شدن آمریکا از پیمان موشک ضدبالیستیک آن را پس گرفت.

#### استارت III
مذاکرات این توافق در سال ۱۹۹۷ بین یلتسین و بیل کلینتون در هلسینکی برگزار شد. در نهایت مذاکرات شکست خورد و توافق امضاء نشد.